# مهدي دينور زاده
مهدي دينور زاده (بالفارسية: مهدی دینورزاده)، من مواليد 12 مارس 1955م، وهو لاعب كرة قدم إيراني ومركزه مدافع، لعب مع عدة أندية إيرانية ودرب عدة نوادي، شارك مع منتخب بلاده لبطولة كأس آسيا سنة 1980 بالكويت، حيث أحتل إيران المرتبة الرابعة بعد خسارته أمام كوريا الشمالية.